# ذباح غليص
ذباح غليص هو ثالث أجزاء سلسلة غليص البدوية بعد راس غليص و راس غليص الجزء الثاني، وهو مسلسل درامي بدوي تشويق ومغامرات من إنتاج المركز العربي للإنتاج الإعلامي - الأردن، لعام 2017، المنتج عدنان العوامله، المنتج التنفيذي طلال العوامله، إخراج أحمد دعيبس، كتابة مصطفى صالح، وبطولة زهير النوباني، منذر رياحنة، علياء الشمري، ناريمان عبد الكريم، وآخرون.
يُظهر المسلسل صراع كل من مناع وارميح بن غليص على زعامة الصحراء واحتلال مكانة غليص، حيث يدعي مناع بأنه من قتل غليص بينما ارميح يحشد الرجال للثأر لوالده، وهذا الأمر الذي تستغله عصابة أجنبية لتحقيق مصالحها في الصحراء ببيع الأسلحة لهما ولبقية شيوخ القبائل بهدف اشعال الحروب بينهم.

## قصة المسلسل
ينشأ صراع بين مناع وارميح على سيادة الصحراء واحتلال مكانة غليص الذي يكون قد قتل في المعركة الكبيرة التي احتشدت بها القبائلُ ضده. مناع يذيع متفاخرا بأنه من قتل غليص ويضم الرجال والمطاريد إليه بهدف فرض سيادته على القبائل. بينما ارميح يجمع حوله الرجال ليتمكن من الثأر لأبيه ولأن يسود الصحراء معيدًا سيرة والده غليص.
في هذه الأجواء، تظهر عصابة أجنبية تستغل صراع مناع وارميح وتقوم بتزويدهما بالأسلحة المتطورة، والقنابل اليدوية بهدف نشر الفتن والحروب بين القبائل لتتمكن من تحقيق أهدافها في الصحراء، ثم ما تلبث أن تبدأ ببيع الأسلحة لبقية شيوخ القبائل. ورغم السلاح الفتاك والثروة الكبيرة التي بات مناع يملكها إلا أنه بحقيقته رجل مهزوز لا يملك أي من قيم أبناء الصحراء الأصيلة، فهو مخادع لا يقيم وزنا لوعد أو عهد، يبرر لنفسه أفعاله وكل ما يقوم به من غزوات وسلب ونهب بأنه حق مشروع له وأن من المحتم عليه اعادته حتى ولو بالغدر والخيانة.
يتزوج ارميح، وهو في غمرة انشغاله بأخذ ثأر والده، من ابنة الشيخ «مناور» وهو شيخ ذو قوة وصيت ويصبح حليفا له. إلا أن الأمور لا تسير كما يتمنى ارميح حيث يُنقل للشيخ مناور بأنه ليس من صلب غليص فيهرب ارميح من القبيلة. يرسل الشيخ مناور رجاله لقتل ارميح، في الأثناء ترتدي زوجته، الحامل، ملابسه لتضلل رجال والدها الذين يصيبونها بعيار ناري بالخطأ ويعودون بها إلى القبيلة لتنجب طفلها وتسميه «غليص» على اسم جده ثم تفارق الحياة، الأمر الذي يؤجج صراعا بين والدها الشيخ مناور وزوجها ارميح. يلتقي ارميح بمناع، وهنا تتمكن ايلينا إحدى افراد العصابة الأجنبية من اقناعه بأن مناع لم يقتل والده إنما ادعى ذلك كي ينال الصيت وتهابه القبائل، وتقنعه أيضا بأن خير وسيله للانتقام من قتلة أبيه والسيطرة على الصحراء والشيخة على كامل قبائلها لن يحدث إلا بتحالفهما.

## بطولة
زهير النوباني، منذر رياحنة، علياء الشمري، هدى حمدان، محمد الإبراهيمي، أشرف طلفاح، حابس حسين، ناريمان عبد الكريم، علي عليان، خضر بيضون، خالد الطريفي، نجلاء عبد الله، غسان المشيني، وليد البرماوي، إبراهيم أبو الخير، حكيم حرب، سهير عودة، حمد نجم، أمل الدباس، هشام هنيدي، بكر قباني، تهاني سليم، وDace Sproge.